# Luftbasis 1 (1984)
Luftbasis 1 er navnet for Storbritannien i George Orwells roman 1984 (originaltitel Nineteen Eighty-Four). I romanen er Storbritannien en af provinserne i superstaten Oceanien, som cirka svarer til det amerikanske fastland, det sydlige Afrika og Australien.
Navnet er militaristisk og svarer således godt til superstaterne i 1984. Selvom det aldrig forklares i romanen, er det muligt, at Orwells hensigt var at alludere til øens geografiske placering som en af Oceaniens fjerne forposter, tæt på det europæiske kontinent og dermed grænsen til Eurasien. Navnet antyder, at Oceanien anser Storbritannien som "et naturligt hangarskib", klar til at angribe Eurasien – måske i stil med den rolle Storbritannien spillede under 2. verdenskrig.

Denne artikel er en oversættelse af artiklen Airstrip One på den engelske Wikipedia. Oversættelsen tager i sin sprogbrug desuden udgangspunkt i den danske udgave af 1984 (Gyldendals Tranebøger 1973), oversat af Paul Monrad.